# A Huszadik Század Könyvtára
A Huszadik Század Könyvtára egy szocialista jellegű 20. század eleji magyar könyvsorozat volt. A sorozat – terjedelmük szerint inkább füzetszerű – darabjai valójában a Huszadik Század című folyóirat egyes tanulmányainak önálló kiadásai voltak Deutsch Zs. és Társa gondozásában. Az 1901 és 1910 között megjelent sorozat a következő darabokat tartalmazta:
1. Frank Miksa, dr. A magyar általános polgári törvénykönyv tervezete és a vagyontalanok. (67, 1 l.) 1901.
2. Szabó Ervin, dr. A munkásmozgalom 1903-ban. (25, 1 l.) 1904.
3. Péterfi Tibor. A modern gondolkodásról. 1904.
4. Vámbéry Rusztem. Tarde rendszere. (30 l.) 1904.
5. Méray-Horváth K. Emberbutítás a középiskolában. (15 l.) 1904.
6. Wolfner Pál, dr. A XIX. század történelméből. I. A februári forradalom. (19 l.) 1905.
7. Jászi Viktor, dr. Kollektiv lélek. (75 l.) 1904.
8. A társadalmi fejlődés iránya. A Társadalomtudományi Társaság által rendezett vita. (377, 2 l.) 1904.
9. Michels Róbert. A szociáldemokrácia helyzete Németországban. (41 l.) 1905.
10. Harrer Ferenc, dr. A parlamenti választói jog terjedelme a nagyobb európai államokban. (48 l.) 1905.
11. Dániel Arnold. A szociális kérdés a kereskedelemben. (15 l.) 1905.
12. A középiskola reformja. A Társadalomtudományi Társaság által rendezett vita. 1905.
13. Jászi Oszkár. Kulturális elmaradottságunk okairól. (30 l.) 1905.
14. Kunfi Zsigmond. A francia kulturharc. (72 l.) 1905.
15. Jászi Oszkár. A demokrácia jövője. (35 és 1 l.) 1906.
16. Vass Béla. A végekről. (20 l.) 1906.
17. Szende Pál. Önálló vámterület és osztályharc. 1906.
18. Dániel Arnold. A magyarországi földművelő-szocializmus feladatai. (50 l.) 1906.
19. Somló Bódog. Politika és szociológia. Méray rendszere és prognózisai. (15 l.) 1906.
20. Méray-Horváth Károly. 48 pusztulása és az új függetlenségi párt. (21 l.) 1906.
21. Harkányi Ede. A nőfelszabadítás eszközeiről. (13 l.) 1906.
22. Dienes Valéria, dr. A zenei alkotás és hatás lélektanáról. (24 l.) 1906.
23. Harkányi Ede. A gondolkodás délibábjai. (171 l.) 1906.
24. Fennyő Vilmos. A középosztályok dinamikája és a magántisztviselők. (24 l.) 1906.
25. Dániel Arnold. A szövetkezetek és a parasztság. (35 l.) 1907.
26. Rácz Gyula. A cselédtörvényjavaslat bírálata. (Az ember kisajátítása.) (36 l.) 1907.
27. Székely Aladár. A szabadgondolkodás elmélete. (30 l.) 1907.
28. Braun Róbert. Henry George és a földjáradékadó. (18 l.) 1907.
29. Dániel Arnold. A kultúra első forrása a földmívelés. (40 l.) 1907.
30. Szende Pál. Werbőczy. (20 l.) 1907.
31. Biró Lajos. A sajtó lélektanához. (30 l.) 1908.
32. Bolgár Elek. A gazdasági munkásmozgalom fejlődéstanához. (20 l.) 1908.
33. Braun Róbert. Lippa és Sansepolcro. (46 l.) 1908.
34. Jordan Károly. A választójogi rendszerekről. (16 l.) 1908.
35. Szabó Ervin. Szindikálizmus és szociáldemokrácia. (23 l.) 1908.
36. Rácz Gyula. Társadalmunk osztálytagozódása és a magyar demokrácia kialakulásának útjai. (36 l.) 1909.
37. Lánczi Jenő, dr. A fajok harca és az osztályharc. L. Gumplowitz. (18 l.) 1909.
38. Buday Dezső. Az egyke. (18 l.) 1909.
39. Szirtes Artur. Új-Zéland, mint »korunk legfejlettebb szociálisztikus államszervezete.« (16 l.) 1910.